# Rick Ravanello
Richard Alexander 'Rick' Ravanello (Cape Breton (Nova Scotia), 24 oktober 1967) is een Canadees acteur.

## Biografie
Ravanello werd geboren in Cape Breton, een plaats in de provincie Nova Scotia. Hij doorliep de highschool aan de Riverview Rural High School in Coxheath (Nova Scotia), waar hij in 1986 zijn diploma haalde.
Ravanello begon in 1997 met acteren in de televisieserie Madison, waarna hij nog meer dan 105 rollen speelde in televisieseries en films. Steven Spielberg was al snel gecharmeerd van Ravanello en vroeg hem auditie te doen voor de rol van majoor Richard Winters in de aankomende televisieserie Band of Brothers. Op de allerlaatste dag werd echter toch besloten om deze rol te geven aan Damian Lewis.

## Filmografie

### Films
Selectie:
- 2017 Kings - als officier Camello
- 2006 Imaginary Playmate - als Michael Driscoll
- 2005 Bound by Lies - als politieagent
- 2005 Jane Doe: Vanishing Act - als Lacey Hartmann
- 2002 Hart's War - als majoor Joe Clary
- 2001 Out of Line - als John Stewart
- 2000 Skipped Parts - als Dougie Dupree

### Televisieseries
Uitgezonderd eenmalige gastrollen.
- 2016-2023 Medinah - als Bannon - 3 afl.
- 2022 The Pact - als Sol - 6 afl.
- 2016-2020 Medinah - als Bannon - 3 afl.
- 2017 General Hospital - als Garvey - 7 afl.
- 2012 Hollywood Heights - als Trent McCall - 2 afl.
- 2012 True Justice - als Richard Lynch - 7 afl.
- 2010 Weeds - als Lars Guinard - 4 afl.
- 2009 Lincoln Heights - als Wesley Benjamin - 4 afl.
- 2008 Gemini Division - als Suleiman - 3 afl.
- 2004 24 - als kapitein Reiss - 2 afl.
- 1999 Cold Squad - als John Hatcher - 2 afl.
- 1998-1999 Mercy Point - als Mednaut Thurston - 4 afl.
- 1997 Madison - als Erik - 2 afl.

- Bibliothèque nationale de France: cb169798262 (data)
- International Standard Name Identifier: 0000 0004 5123 7577
- Library of Congress Control Number: no2017108528
- Système universitaire de documentation: 17114547X
- Virtual International Authority File: 316875047
- WorldCat: E39PBJtmx6gYMYpjVRBkVr8KVC